# Tommy Hilfiger (cég)
A Tommy Hilfiger B.V. vagy röviden Tommy egy amerikai prémium kategóriás ruhamárka, mely emellett lábbelik, parfümök, szemüvegek, karórák és különböző berendezési tárgyak gyártásával is foglalkozik. 1985-ben alapították, és termékeit jelenleg 100 országban, több mint 2000 önálló üzletben árusítják. A vállalat alapítója Tommy Hilfiger, aki 2006-ig a cég tulajdonosa is volt, majd ekkor eladta azt az Apax Partners magántőke-befektetési társaságnak mintegy 1,6 milliárd amerikai dollár értékben. 2010-ben a PHV Corporation felvásárolta a céget. Hilfiger jelenleg a vállalat vezető divattervezője. 2014-ben a Hilfiger termékeit globálisan összesen 6,7 milliárd dollár értékben értékesítették.

## Története
Tommy Hilfiger divatipari karrierje 1968-ban kezdődött, amikor megalapította a  People's Place nevű ruha- és lemezbolt-hálózatot New York államban, 150 dollár alaptőkével. A kezdeti sikerek ellenére az üzlet 1977-ben csődbe ment. 1979-ben Hilfiger New Yorkba költözött, hogy divattervezőként folytassa karrierjét, és több különböző márkán is dolgozott. Az 1980-as évek elején találkozott Mohan Murdzsani indiai textilmágnással, aki egy férfiaknak szóló ruhakollekció bemutatását tervezte. Murdzsani támogatásával, 1985-ben Hilfiger bemutatta első saját kollekcióját. Az új ruhakollekció nagyszabású marketingkampánnyal debütált, amelynek része volt egy nagy óriásplakát is a Times Square-en. Tommy Hilfiger és a Murdzsani International 1989-ben különváltak, helyette más befektetők biztosították a pénzügyi hátteret. Ebben az évben Lawrence Stroll és Joel Horowitz, mindketten a Ralph Lauren korábbi vezetői, az újonnan alapított Tommy Hilfiger, Inc. vezetői közé kerültek, amely kezdetben a férfi alkalmi sportruházatra összpontosított.
A Tommy Hilfiger 1992-ben lépett a new york-i tőzsdére. 1996-ban a Tommy Hilfiger Inc. megkezdte a női ruházat forgalmazását is, majd 1998-ban Hilfiger megnyitotta első New Yorkon kívüli üzletét Beverly Hillsben, amelyet 1998-ban egy londoni üzlet követett. A női intim ruházat gyártását 2001-ben kezdték meg. 2001-ben az eladások és a nettó jövedelem visszaesése után, 2002-ben a vállalat termékeit összesen 1,87 milliárd dollár értékben adták el. 2000 és 2009 között összességében az eladások körülbelül 1,9 milliárd dollárról 700 millió dollárra csúsztak vissza. 2000 és 2009 között azonban a Hilfiger termékeinek európai eladásai folyamatosan emelkedtek, 1,13 milliárd dollárra. 2003-ban a Hilfiger vezetője, Fred Gehring és Hilfiger úgy döntöttek, hogy a márka növekvő tengerentúli közönségének további növelése érdekében újra a márka eredeti stílusára, a klasszikus amerikaira fókuszálnak. 2006-ban Tommy Hilfiger eladta a vállalatot 1,6 milliárd dollárért, azaz részvényenként 16,80 dollárért az Apax Partners magánbefektetési társaságnak. A felvásárlás után Gehring vette át az irányítást mind az amerikai, mind az európai gyártás esetében.
2010 márciusában a Phillips-Van Heusen (PVH Corp.) megvásárolta a Tommy Hilfiger Corporationt, olyan összegért, amely közel hétszerese volt annak, amit 2003-ban a Calvin Kleinért fizettek.